# Малоустьікінське
Ма́лоу́стьі́кінське (рос. Малоустьикинское, башк. Кесе Ыҡтамаҡ) — село у складі Мечетлінського району Башкортостану, Росія. Адміністративний центр Малоустьікінської сільської ради.
Населення — 561 особа (2010; 570 у 2002).
Національний склад:
- росіяни — 80 %